# باجيد (اسم)
بَاجَيِّد هو اسم علم مذكر من أصل عربي، ومعناه هو من الجودة وهو خلاف الرديء.